# Plankton (musikgrupp)
Plankton är en rockgrupp från Stockholm. Bandet spelar instrumental, progressiv rockmusik som är mycket inspirerad av 1960- och 1970-talets musik med spår av jazz och folkmusik. Bland influenserna märks bland andra Led Zeppelin, Jimi Hendrix, Jojje Wadenius och Jan Johansson. Bandet bildades 1998 och har släppt fyra skivor på skivbolaget Grooveyard Records samt sitt senaste album Ocean Tales på Bulleribock Records. Omslagsbilderna till albumen Plankton 3 (2006), Ocean Tales (2009) och Meanwhile Downstairs (2013) är gjorda av den legendariske konstnären Hans Arnold.
Bandet utgörs av Lars Normalm (slagverk), Christian Neppenström (gitarr), Emil Fredholm (gitarr), Tomas "Pomma" Thorberg (bas) och Sebastian Sippola (trummor).

## Diskografi
- 2002 - Plankton
- 2004 - Humble Colossus
- 2006 - Plankton 3
- 2006 - Rare Tracks
- 2009 - Ocean Tales
- 2013 - Meanwhile, Downstairs